# Jaguar (mikroarchitektúra)
A Jaguar az AMD  alacsony fogyasztású mikroarchitektúrájának kódneve, a Bobcat utódja. A Sony PlayStation 4 és a Microsoft Xbox One nyolcadik generációs konzolokat is félig-meddig egyedi Jaguar hajtja.
A Jaguar a Bobcat architektúra továbbfejlesztése, az alapvető szerkezeti elemei és jellemzői ugyanazok, mint abban. A mag kettős kibocsátású, soron kívüli végrehajtású (out-of-order) architektúrát alkalmaz, amit az AMD 2010-ben vezetett be a Bobcat-ban. Az utasítás-gyorsítótár 32 KiB, kétutas. Az ITLB (instruction TLB) 512 × 4 KiB lapot tartalmaz. Újítás, hogy az utasítás-gyorsítótárhoz egy 4 × 32 bájtos ciklus-puffer (loop buffer) csatlakozik, ez a ciklusok gyorsítására szolgál, így a ciklus utasításit nem kell újra elővenni, azok az L1 utasítás-gyorsítótárból elővehetők.
Az utasításkészlet újabb utasításokat is támogat, tehát a SSE 4.1/4.2, AES, CLMUL, MOVBE, AVX, F16C, BMI1 utasításokat, a fizikai címek 40 bitesek.
A Jaguar típusú processzorok 28 nm-es technológiával készülnek.